# 俄羅斯內部護照
俄羅斯內部護照（俄语：Паспорт гражданина Российской Федерации，一般稱為）是所有14歲以上並居住於俄羅斯境內的俄羅斯公民所簽發的一種強制性身分證明文件；該護照主要用於俄羅斯境內旅行的身分辨識用途，有別於進出俄羅斯國境時所使用的俄羅斯護照。
1991年蘇聯解體後，蘇聯內部護照仍繼續發行至1997年，之後則替換為現行的俄羅斯內部護照。目前的俄羅斯內部護照首次發行於2007年。
目前俄羅斯政府計畫將其內部護照更換為晶片型卡式護照。2013至2016年期間，俄羅斯政府曾發行統一電子卡用以取代俄羅斯內部護照，成為俄羅斯公民的唯一身分證明文件，但於2017年終止適用。